# 泛亞鐵路 (東南亞)
泛亞鐵路東南亞段（部分情境下简称为“泛亚铁路”），又稱昆明-新加坡鐵路（英語：Kunming-Singapore Railway），是链接中国西南、中南半岛、马来半岛和新加坡之间的标准轨铁路网络。1995年12月，时任马来西亚首相马哈迪·莫哈末在东南亚国家联盟第五届首脑会议上提议修建由中华人民共和国昆明经老挝、泰国、马来西亚到新加坡的国际铁路，之后陆续得到有关国家的赞同，故被称为「泛亚铁路」。2006年10月，各个东南亚国家签署了《泛亚铁路网协议》，将昆明-新加坡铁路纳入泛亚铁路的计划中。该铁路计划在三十年内完成，总投资估计超过20亿美元，中华人民共和国计划投资128亿元人民币。
目前，有关泛亚铁路东南亚段的规划主要由四个部分构成，分别为东线（由中国大陆经越南与柬埔寨至泰国）、中线（由中国大陆经老挝至泰国）与西线（由中国大陆经缅甸至泰国）三个串联中南半岛大多数国家的主要线路方案以及连接泰国、马来西亚与新加坡的曼谷~新加坡段构成。2021年12月，在中华人民共和国的一带一路框架下，位于泛亚铁路中线的玉溪~磨憨与磨丁~万象段开通，标志着昆明至新加坡的铁路链接实现部分开通。

## 历史

### 殖民地铁路
1900年，俄罗斯完成西伯利亚铁路期间，英国和法兰西殖民帝国首先提出从昆明到新加坡的铁路建设。
从1904年到1910年，法国人在越南北部建设起滇越铁路，将昆明与河内、海防的交通连接起来。
1918年，泰国铁路系统的南线与英属马来亚的西海岸铁路线相连，完成了曼谷到新加坡的铁路线。
1936年，连接河内到西贡（今胡志明市）的铁路线完工了，史称越南南北铁路。
1930年代后期，英国人开始建立滇缅铁路，但随着第二次世界大战的爆发，这段铁路未能建成，联军该而使用滇缅公路向中华民国输送战略物资。
1942年，泰国的铁路与柬埔寨的铁路得到相互连接。加上大日本帝国使用战俘建立了惡名昭彰的泰缅铁路，试图连接曼谷和仰光，但整个线路在战后被停用并一直处于废弃状态。

### 提议
1995年12月，时任马来西亚首相马哈迪·莫哈末在东盟第五届首脑会议上提议修建由昆明经老挝、泰国、马来西亚到新加坡等国家的国际铁路，之后陆续得到有关国家的赞同，故被称为「泛亚铁路」。该铁路计划在三十年内完成，总投资估计超过20亿美元，中国大陆计划投资128亿元人民币。
2000年和2004年，东盟分别提出通过衔接东线（经越南、柬埔寨）和西线（经缅甸）完成昆明到新加坡铁路。

## 工程
中國將以雲南昆明為中心，由東線（越南,柬埔寨）、西線（緬甸）、中線（老撾）三路並進，將中南半島的既有鐵路網一舉串起，經泰國曼谷到達新加坡，預計鐵路總長將達到1萬4600公里，完工日期未知。
泛亞鐵路工程最大的問題，是多數利用既有的鐵路線，統一軌距为佳。 另外如何优化海關、邊檢等問題都需要各國協商。

## 路線
泛亞鐵路由三條線組成：

### 東線

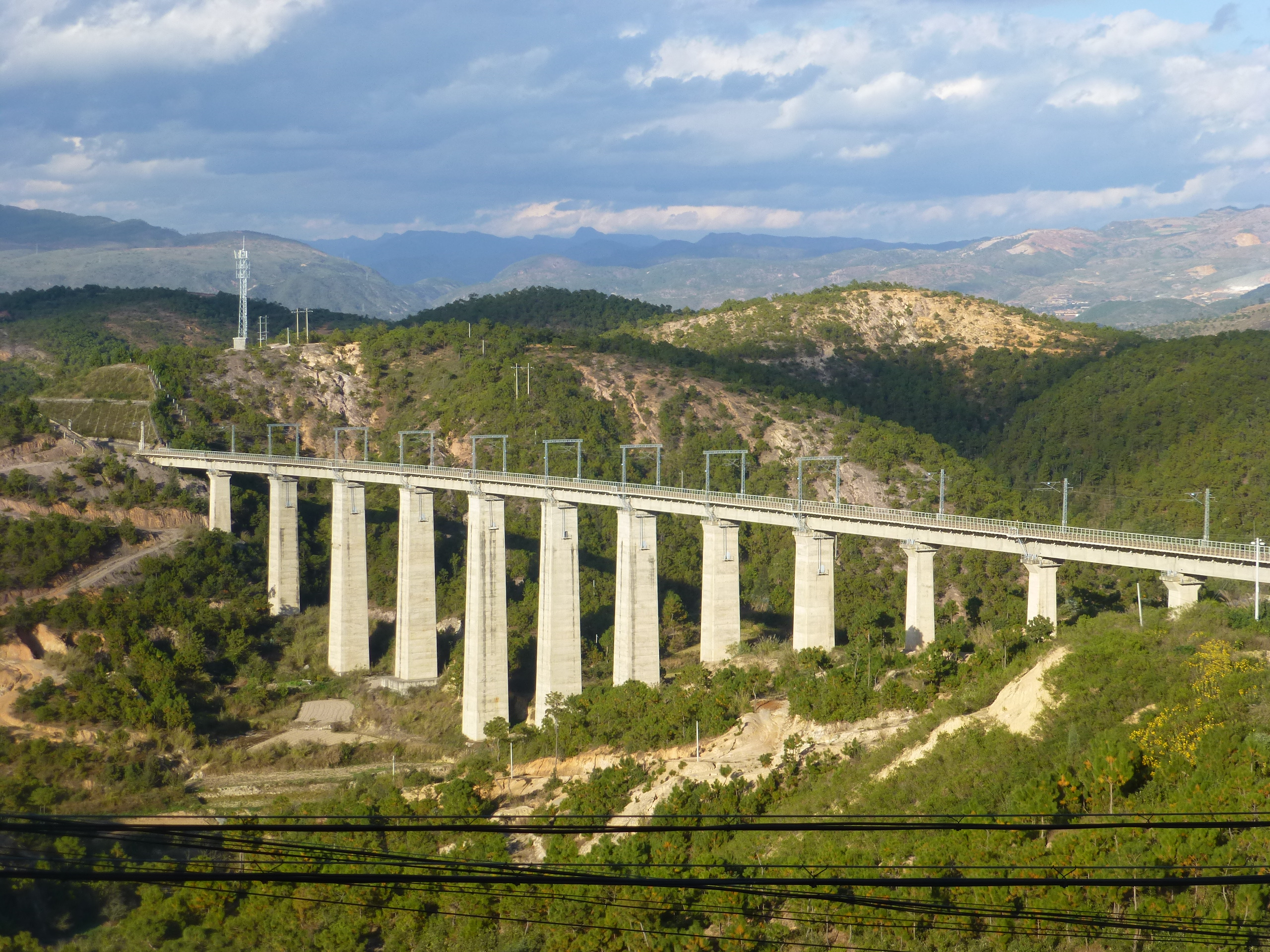
已投入运营的昆玉河线

由昆明市的昆明南站，沿昆玉河铁路向南至河口口岸與越南鐵路相接。截至2024年，越南原则同意在老街-河内段使用中国技术，而河内-胡志明段目前未确定采用高铁还是客货混合铁路，形成昆明至新加坡國際鐵路通道運營總里程5500公里，其中境外新建線430公里。除了昆玉河铁路为标准轨以外，其余线路皆为米轨。目前还有胡志明市~金边市尚未建成铁路。
該線的主要優點是，可充分利用既有鐵路設備，新建里程最短，易於實施。主要問題是運營里程最長，米軌鐵路技術標準低，運輸能力小、成本高。
东线由以下铁路路线构成：
| 国家      | 线路                                        | 描述                                                   | 设计速度（km/h） | 长度（km） | 轨距   | 开放日期 |
| --------- | ------------------------------------------- | ------------------------------------------------------ | ---------------- | ---------- | ------ | -------- |
| 中國      | 昆明-玉溪-河口                              | 昆明和中越边境河口之间运行的标准轨距铁路               | 200              | 388        | 标准轨 | 2014     |
| 越南      | 老街-河内                                   | 中越边境老街至河内之间运行的米轨铁路；滇越铁路的一部分 | ~60              | 296        | 米轨   | 1902     |
| 越南      | 河内-胡志明市                               | 越南主要骨干铁路                                       | ~60              | 1726       | 米轨   | 1936     |
| 越南      | （高速或客货混合）                          | 拟建的南北高速铁路                                     | 未知 （高速）    | ~1726      | 标准轨 | 未知     |
| 越南      | 胡志明市-金边铁路                           | 规划中的连接胡志明市和金边的铁路段                     | 未知             | 250        | 未知   | 未建     |
| 柬埔寨    | 胡志明市-金边铁路                           | 规划中的连接胡志明市和金边的铁路段                     | 未知             | 250        | 未知   | 未建     |
| 金边-波贝 | 重建后的金边至柬埔寨-泰国边境城镇波贝的铁路 | ~90                                                    | ~400             | 米轨       | 2018   |          |
| 泰國      | 波贝-曼谷                                   | 泰国东部铁路线                                         | ~100             | 261        | 米轨   | 1907     |

### 中線
於中華人民共和國的計劃中，泛亞鐵路中線從昆明到新加坡的國際鐵路通道運營總里程4200公里，其中新建鐵路1300公里，該線的主要優點是，從中國昆明至老撾、泰國、馬來西亞及新加坡的運營里程最短，可兼顧東盟多個國家，對雲南省開發農業、礦業、旅遊資源作用較大。
泛亞鐵路中線自昆明南站出發，經昆玉河铁路至玉溪站，沿玉磨铁路至西双版纳傣族自治州勐腊县磨憨站出境，經友誼隧道橫越中老邊境而進入老撾琅南塔省磨丁市，再沿磨万铁路前往老撾首都万象，目前乘客可换乘米轨火车前往泰国，未来规划通过新建曼谷－廊开高速铁路到达曼谷。
中线由以下铁路路线构成：
| 国家          | 线路                                                     | 描述                                                 | 设计速度（km/h） | 长度（km） | 轨距   | 开放日期 |
| ------------- | -------------------------------------------------------- | ---------------------------------------------------- | ---------------- | ---------- | ------ | -------- |
| 中國          | 昆明-玉溪                                                | 昆玉河铁路的一部分                                   | 200              | 106        | 标准轨 | 1993     |
| 中國          | 玉溪-磨憨                                                | 连接玉溪与中老边境磨憨的线路                         | 160              | 507        | 标准轨 | 2021     |
|               | 磨丁-万象                                                | 老挝首条横跨全国的铁路线，从中老边境的磨丁到首都万象 | 160              | 422        | 标准轨 | 2021     |
| 塔纳楞-湄公河 | 老挝首条铁路线，从首都附近的塔纳楞站到泰国边境（湄公河） | 100                                                  | 4                | 米轨       | 2009   |          |
| 泰國          | 廊开-曼谷                                                | 泰国国铁东北线，连接首都曼谷与泰老边境的廊开         | ~100             | 623        | 米轨   | 1958     |
| 泰國          | 万象-呵叻                                                | 规划中的泰国东北高铁线（二期）                       | 250              | ~384       | 标准轨 | 未知     |
| 泰國          | 呵叻-曼谷                                                | 建设中的泰国东北高铁线（一期），连接曼谷和呵叻       | 250              | 253        | 标准轨 | 2028     |

### 西線
中国境内主要为大瑞铁路和昆楚大铁路，經保山至瑞麗出境，長度為478公里，橋隧比約52%。形成昆明至新加坡運營總里程4900公里，其中新建路線970公里。該線主要優點是，沿線礦產資源種類較多，口岸貿易量大。主要問題是地形起伏較大，工程較為艱巨。
西线由以下铁路路线构成：
| 国家 | 线路            | 描述                                                       | 设计速度（km/h） | 长度（km） | 轨距   | 开放日期  |
| ---- | --------------- | ---------------------------------------------------------- | ---------------- | ---------- | ------ | --------- |
| 中國 | 昆明-大理       | 昆明至大理的复线线路                                       | 200              | 328        | 标准轨 | 2018      |
| 中國 | 大理-瑞丽       |                                                            | 140              | 330        | 标准轨 | 2025-2027 |
| 緬甸 | 木姐-腊戌       | 将缅甸现有铁路延伸至木姐中国边境的拟建线路                 | 未知             | ~120       | 未知   | 未建      |
| 緬甸 | 腊戌-曼德勒     | 国家铁路系统的一部分                                       | ~24              | 441        | 米轨   | 1905      |
| 緬甸 | 曼德勒-仰光     | 国家铁路系统的一部分                                       | ~24              | 620        | 米轨   | 1889      |
| 緬甸 | 仰光-毛淡棉     | 国家铁路系统的一部分                                       | ~24              | 286        | 米轨   | 1907      |
| 緬甸 | 毛淡棉-丹彪扎亞 | 国家铁路系统的一部分                                       | ~24              | 64         | 米轨   | 1924      |
| 泰國 | 丹彪扎亚-赛育县 | 原泰缅铁路的一部分，现已废弃。                             | 未知             | ~285       | 米轨   | 废弃      |
| 泰國 | 赛育县-曼谷     | 原泰缅铁路的一部分，于1957年修复并被划入泰国南线支线铁路。 | 未知             | 194        | 米轨   | 1957      |

### 曼谷~新加坡段
曼谷~新加坡段已有现成普速铁路。2020年底，原计划的吉隆坡－新加坡高速铁路被马来西亚方面宣布取消，2023年，时任马来西亚首相安华·依布拉欣表示有意恢复该计划。
这段铁路由以下路线构成：
| 国家     | 线路               | 描述 | 设计速度（km/h） | 长度（km） | 轨距 | 开放日期 |
| -------- | ------------------ | --- | ---------------- | ---------- | ---- | -------- |
| 泰國     | 曼谷-合艾-巴东勿刹 | 泰国南线铁路，连接曼谷与泰马边境巴东勿刹镇                                                                            | ~100             | 974        | 米轨 | 1918     |
| 马来西亚 | 巴东勿刹-金马士    | 马来西亚的西海岸线，最初于1896年左右完成，自2014年起电气化并由马来亚铁道电动列车服务 (KTM ETS) 服务运行               | 140              | 708        | 米轨 | c.1896   |
| 马来西亚 | 金马士-新山        | 马来西亚的西海岸线，目前由马来亚铁道城际铁路运营，预计于2025年实现电气化并由马来亚铁道电动列车服务 (KTM ETS) 服务运营 | 110              | 197        | 米轨 | c.1896   |
| 新加坡   | 新山-新加坡        | 往返于柔佛州新山和新加坡的穿梭线路                                                                                    | 110              | ~2         | 米轨 | 1903     |